# ماريانو غاغو
ماريانو غاغو (بالبرتغالية: Mariano Gago‏) (و. 1948 – 2015 م) هو أستاذ جامعي، وفيزيائي، ومهندس برتغالي، ولد في لشبونة، توفي في لشبونة، عن عمر يناهز 67 عاماً، بسبب سرطان.

## مناصب
تولى منصب وزارة العلوم.

## التعليم
تعلم في Instituto Superior Técnico ‏.

## جوائز
حصل على جوائز منها:
- وسام الصليب الأعظم لإيزابيلا الكاثوليكية (2006)[5]
- نيشان صليب قائد فرسان من رتبة استحقاق جمهورية ألمانيا الاتحادية.